# 麥迪遜縣 (愛達荷州)
麥迪遜縣（英語：Madison County）是美國愛達荷州東部的一個縣。面積1,226平方公里。根據美國2000年人口普查，人口27,467人。縣治雷克斯堡。
成立於1913年2月18日。縣名是紀念第四任總統詹姆斯·麥迪遜。